# Diademskrika
Diademskrika (Cyanolyca argentigula) är en fågel i familjen kråkfåglar inom ordningen tättingar.

## Utseende och läte
Diademskrikan är en liten kråkfågel med omisskännlig fjäderdräkt. Den är mestadels mörkblå ovan, ljusare på vingen, med ljust silvergrått på strupen och i ett ögonbrynsstreck som bildar ett diadem. Könen är lika. De hesa lätena är typiska för skrikor.

## Utbredning och systematik
Diademskrika delas in i två underarter:
- Cyanolyca argentigula albior – förekommer i bergsskogar i Costa Rica
- Cyanolyca argentigula argentigula – förekommer i bergsskogar i södra Costa Rica och västra Panama

## Status
Arten har ett stort utbredningsområde och beståndet anses stabilt. Internationella naturvårdsunionen IUCN listar den därför som livskraftig (LC). Beståndet är dock relativt litet, uppskattat till mellan 20 000 och 50 000 vuxna individer.